# Firletka chalcedońska

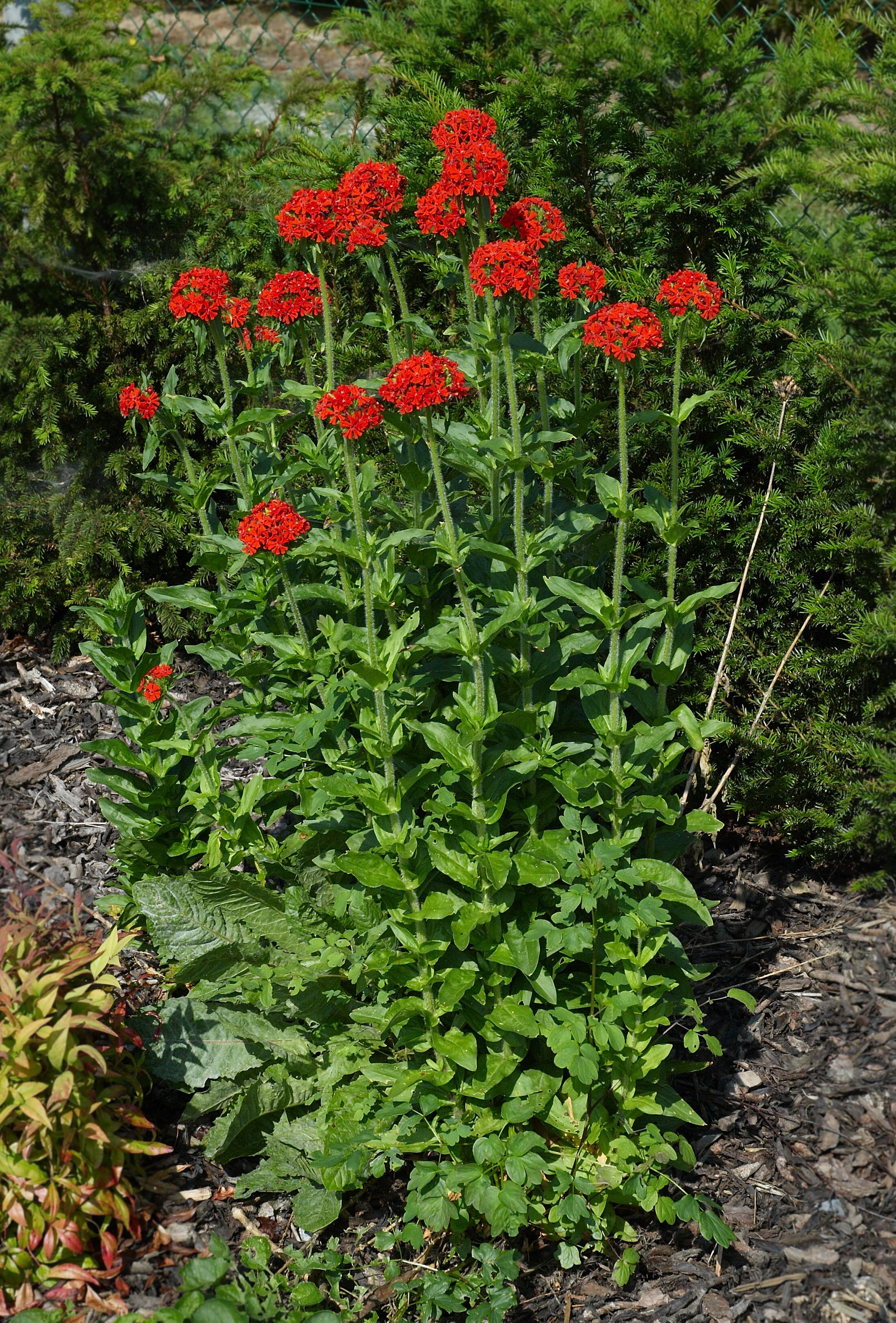
Pokrój

Firletka chalcedońska (Silene chalcedonica) – gatunek roślin należący do rodziny goździkowatych (Caryophyllaceae). Występuje dziko w Azji (wschodnia i zachodnia Syberia, europejska część Rosji, Mongolia i część Chin, Kazachstan, Kirgistan). Od czasów średniowiecza jest nieoficjalnym symbolem angielskiego miasta Bristol. Od XVIII w wielu krajach, również w Polsce, jest uprawiana jako roślina ozdobna.

## Morfologia i biologia
ŁodygaDość gruba, wzniesiona, nie rozgałęziająca się, o wysokości do 1,2 m.
LiścieSzorstko owłosione, zebrane w przyziemną rozetę jajowate, zaostrzone. Liście łodygowe siedzące.
KwiatyZebrane po 10–50 w gęstą szczytową wierzchotkę. U formy typowej są pomarańczowe, ale istnieją odmiany o kwiatach barwy białej i różowej, a także o kwiatach pełnych. Kwitnie w lecie i krótko.
OwocWielonasienna torebka.

## Uprawa
Sadzona na rabatach i ogródkach skalnych. Preferuje słoneczne stanowisko, w półcieniu rośnie wyższa i bardziej rzadka. Podłoże powinno być kwaśne, próchniczno-gliniaste i zdrenowane żwirem (nie lubi dużej wilgoci w glebie). Rozmnaża się ją przez wysiew nasion wczesną wiosną. Po przekwitnięciu kwiaty należy usuwać.